# 우주 부적응 증후군

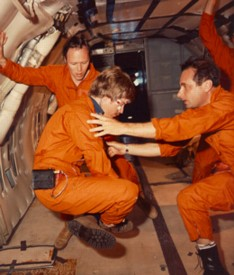
NASA의 우주 비행사들이 무중력 적응 훈련을 하고 있다.

우주 부적응 증후군(영어: Space adaptation syndrome, SAS), 혹은 우주 멀미(영어: Space sickness)는 우주비행사가 우주 공간의 무중력 상태에서 일으키는 신체적 부적응 증상이다.
현기증, 구토, 식욕 감퇴 등 증상은 멀미와 비슷하지만, 멀미약을 먹어도 효과는 없다. 사람이 무중력 공간에 노출된 이후부터 수 시간 안에 일어나, 그 상태가 3~5일 정도 계속된다. 1주일 정도면 거의 원상태로 되돌아가고, 그 후 재발하지 않는다.
네덜란드 델프트공대 연구진은 연구에서 네덜란드 비행훈련센터에 있는 가속도 내성훈련장비인 원심분리기 실험을 통해 SAS가 무중력상태가 아닌 중력 변화에 노출됐을 때도 똑같이 발생한다는 사실을 확인했다.
중력은 공간 방향 감각에 중요한 역할을 한다. 이 때문에 무중력상태인 우주공간에 올라갈 때처럼 중력에 변화가 생기면 우리 몸의 균형기관들은 여러 생리적 변화를 통해 이에 적응하게 된다. 하지만 그런 변화에 제대로 적응하지 못하면 메스꺼움과 착시현상, 방향감각 상실 같은 SAS를 겪는 것이다.
사람들은 원심분리기에서 중력의 3배 정도 가속도에 한시간 이상 노출될 때 SAS 증세를 보이는 것으로 나타났다. SAS를 경험한 우주비행사들도 지상에서 원심분리기에서 강한 중력에 오래 노출된 후에는  SAS증상을 겪는 것으로 나타났다.
연구진은 이는 SAS의 원인이 무중력상태 자체가 아니라 그보다는 중력의 변화에 적응하는 과정에 있음을 의미한다며 내이(內耳)와 반고리관 등 균형기관을 조사한 결과 이들 기관이 SAS에 밀접하게 관련돼 있는 것으로 나타났다고 밝혔다.

## 같이 보기
- 항공병
- 유인 우주 비행
- 우주의학